# Madison (Kalifornia)
Madison – jednostka osadnicza w Stanach Zjednoczonych, w stanie Kalifornia, w hrabstwie Yolo.